# Бризбейн Интернешънъл 2013
Бризбейн Интернешънъл 2013 е 5-ото издание на Бризбейн Интернешънъл. Турнирът е част от категория „Висши“ на WTA Тур 2013 и ATP Световен Тур 2013. Провежда се в Бризбейн, Австралия от 31 декември 2012 до 6 януари 2013.